# Шеллинг, Флоренс
Флоренс Шеллинг (нем. Florence Schelling; род. 9 марта 1989, Цюрих) — швейцарская хоккейный вратарь и тренер. В составе сборной Швейцарии бронзовый призёр Олимпийских игр 2014 года, также участница Олимпийских игр 2006, 2010 и 2018 годов. Самый ценный игрок и лучший голкипер женского олимпийского турнира 2014 года. Бронзовый призёр чемпионата мира 2012 года. C 2013 по 2015 годы на клубном уровне играла за  «Бюлах» в мужской первой лиге Швейцарии.
Начала играть в хоккей в возрасте 4-х лет.

## Награды
- Самый ценный игрок Олимпийского турнира 2014 года[3]
- Лучший голкипер женского Олимпийского турнира 2014 года[3]
- Лучший голкипер чемпионата мира 2012 года[3]
- Лучшая хоккеистка Швейцарии 2007 года[3]